# Pradera (Guatemala)
Pradera es una cadena de centros comerciales en América Central , de origen guatemalteco, propiedad de la cadena corporativa (Multi Inversiones).
La cadena comercial Pradera nace luego de la construcción de su primer centro comercial en la      Zona 10, Ciudad de Guatemala . Este complejo comercial llevaría de nombre Galerías La Pradera siendo inaugurado en agosto de 1993 . Para continuar con la expansión de complejos comerciales a lo largo del país. Actualmente es una de las cadenas comerciales más importantes en Guatemala.
La marca también posee un centro de negocios llamado Zona Pradera , justamente enfrente de Galerías La Pradera, considerado como el parque empresarial más grande y avanzado de la región centroamericana. El complejo fue construido en 2008 y consta de cuatro edificios de 19 pisos que cuentan con una altura de 64 metros. La marca también posee otro centro corporativo en Ciudad de Quetzaltenango llamadas Torres Pradera Xela que cuentan con 10 pisos.

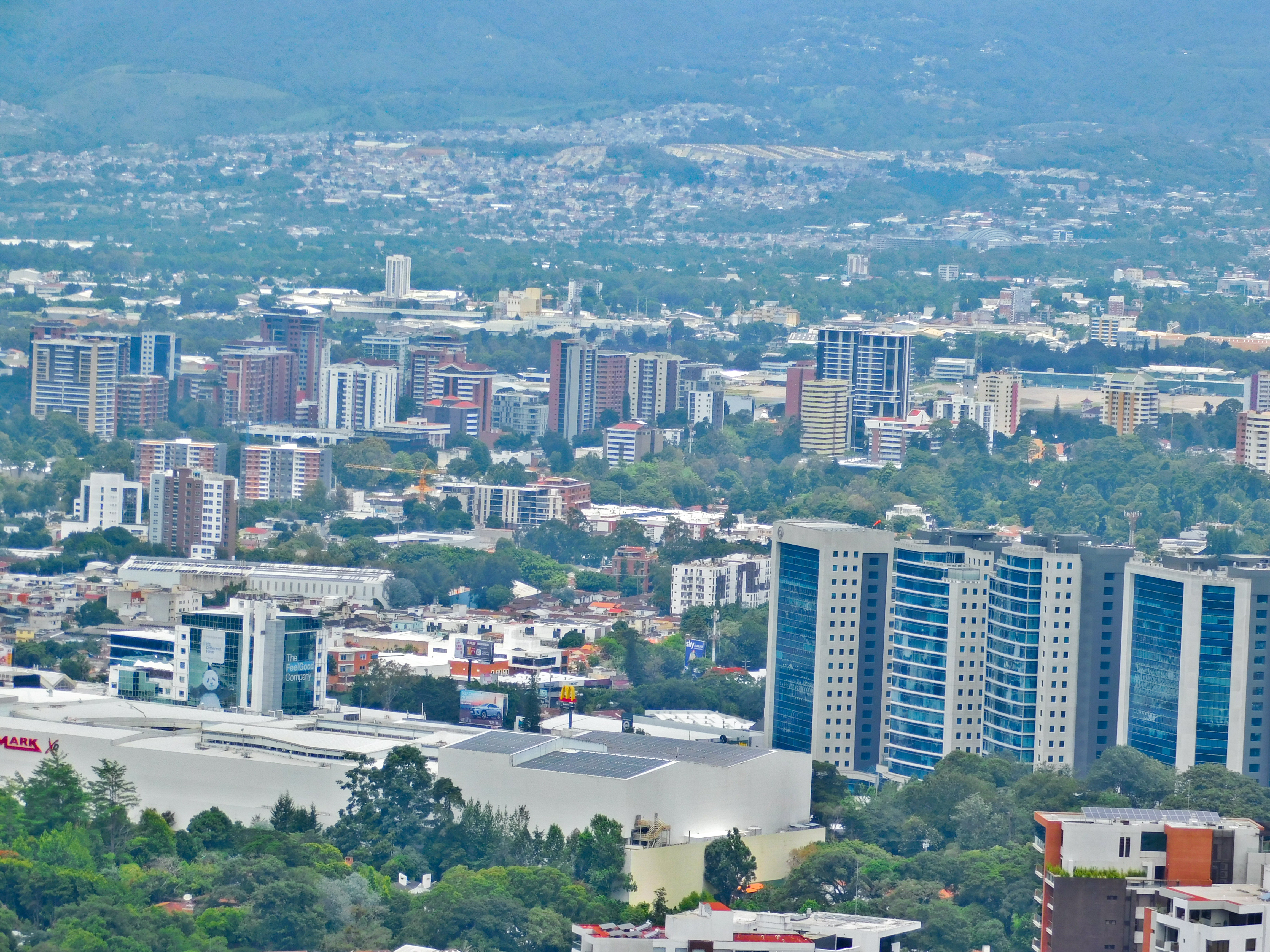
Zona Pradera en Ciudad de Guatemala

## Lista de Centros Comerciales
Pradera cuenta con un total de 13 centros comerciales , teniendo presencia en 8 departamentos del país, en donde operan más de 1,200 tiendas y reciben más de 48 millones de visitantes al año.

### Pradera Mall
| Nombre                 | Ciudad                   | Departamento   | N.º Tiendas | Área Comercial m2 | Nota |
| ---------------------- | ------------------------ | -------------- | ----------- | ----------------- | --- |
| Galerías La Pradera    | Ciudad de Guatemala      | Guatemala      | 175         | 48 500 m2         | Es el primer centro comercial de la cadena. Inaugurado en agosto de 1993.                                                                                      |
| Pradera Vistares       | Ciudad de Guatemala      | Guatemala      | 107         | 19 900 m2         | Es uno de los centros comerciales más nuevos y el último aperturado en 2019. Posee 70,000 m2 de construcción.                                                  |
| Pradera Concepción     | Santa Catarina Pinula    | Guatemala      | 215         | 60 000 m2         | Es uno de los centros comerciales más grandes de todo el país y el más grande de la cadena Pradera. Inaugurado en 2005 . Cuenta con 160,000 m2 de construcción |
| Pradera Chimaltenango  | Ciudad de Chimaltenango  | Chimaltenango  | 120         | 30 000 m2         | Fue el primer centro comercial en Chimaltenango . Y es el más completo del departamento.                                                                       |
| Pradera Chiquimula     | Ciudad de Chiquimula     | Chiquimula     | 115         | 21 036 m2         | Es el primer centro comercial en Chiqumula . Y hasta el momento es el único presente en todo el departamento.                                                  |
| Pradera Escuintla      | Ciudad de Escuintla      | Escuintla      | 100         | 35 960 m2         | Fue el primer centro comercial en otro departamento en contar con aire acondicionado. Fue Inaugurado en 2006.                                                  |
| Pradera Huehuetenango  | Ciudad de Huehuetenango  | Huehuetenango  | 94          | 22 506 m2         | Fue el primer centro comercial de Huehuetenango . Es el único centro comercial que posee 3 pisos fuera de la AMG.                                              |
| Pradera Xela           | Ciudad de Quetzaltenango | Quetzaltenango | 156         | 40 000 m2         | Fue el primer centro comercial de Quetzaltenango. El primer centro comercial de la cadena en el interior del país. Inaugurado en 2001.                         |
| Pradera Puerto Barrios | Puerto Barrios           | Izabal         | 85          | 22 506 m2         | Es el primer centro comercial de Izabal . Inaugurado en el 2006 .                                                                                              |
| Pradera Zacapa         | Ciudad de Zacapa         | Zacapa         | 66          | 9 000 m2          | Es el primer centro comercial de Zacapa . Inaugurado en el 2019 . Es uno de los más nuevos de la cadena                                                        |

### Pradera Express
| Nombre                      | Ciudad                    | Departamento |
| Pradera Express Villa Nueva | Villa Nueva               | Guatemala    |
| --------------------------- | ------------------------- | ------------ |
| Pradera Express Palín       | Palín                     | Escuintla    |
| Pradera Express Santa Lucía | Santa Lucía Cotzumalguapa | Escuintla    |

## Galería
|                                     |
| Imágenes de las Torres Pradera Xela |

|                                              |
| Imagen del Centro Comercial Pradera Vistares |

|                                          |
| Imagen del Centro Comercial Pradera Xela |

|                     |
| Galerías La Pradera |

|                    |
| Pradera Concepción |

## Categoría
- Datos: Q124047720